# Papel de formulário contínuo

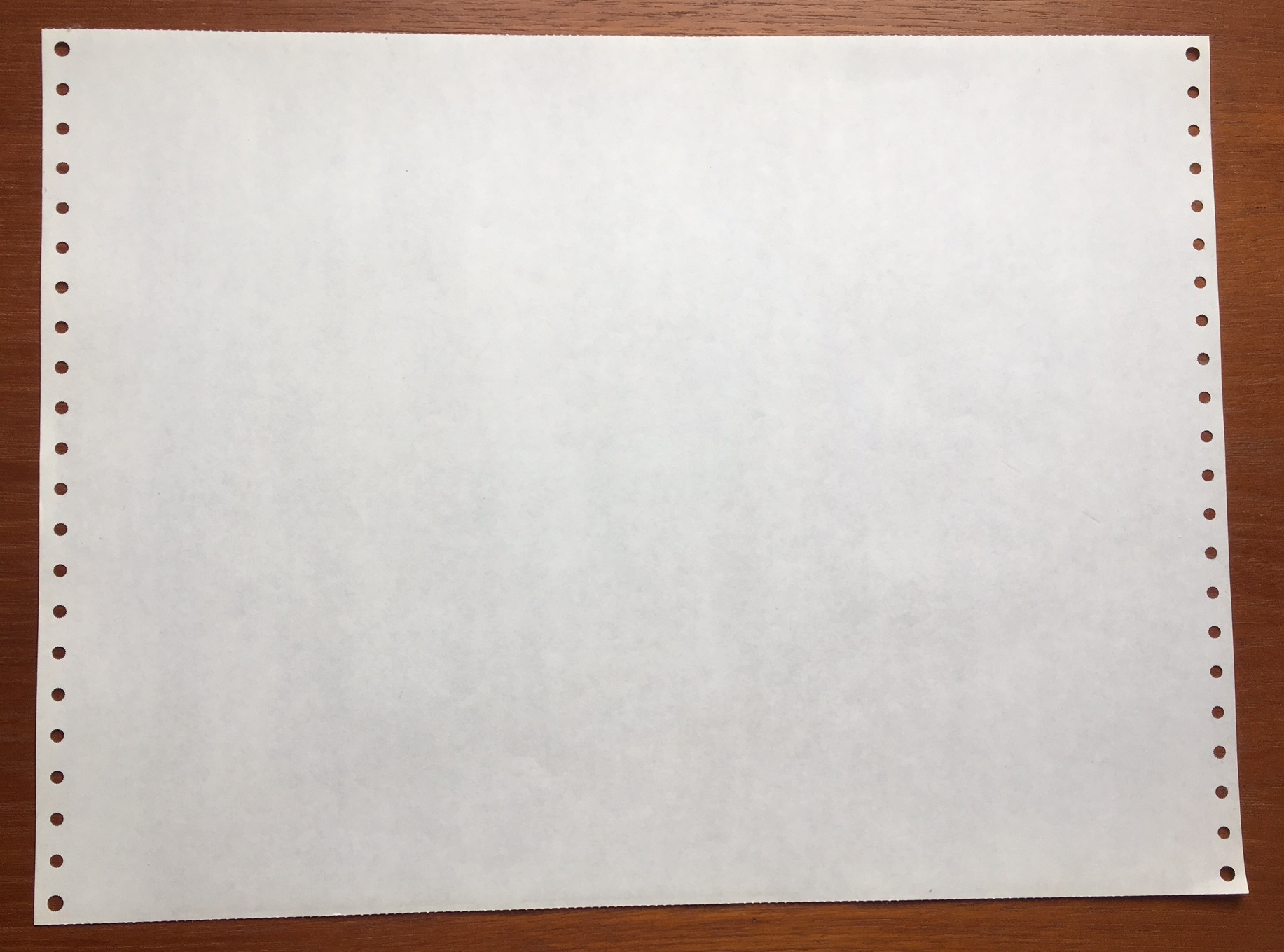
Folha de papel de formulário contínuo, em branco, sem serrilhas nas remalinas.

Papel de formulário contínuo é um tipo de papel projetado para uso em impressoras matriciais e de linha com mecanismos de alimentação de papel apropriados. 

## Remalinas

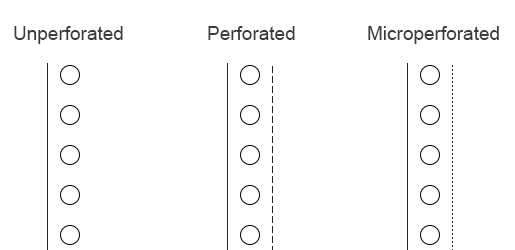
Diferentes tipos de serrilhas para as remalinas de papel contínuo.

Um atributo necessário e característico do papel de formulário contínuo são as remalinas esquerda e direita, isto é, furos sequenciais e equidistantes, que permite aos roletes da impressora puxar o papel com precisão. Estas podem ser destacáveis (serrilhadas) ou não. A existência de remalinas exige atenção especial na configuração das margens para impressão.

## História
Este tipo de papel foi desenvolvido para uso com Registradoras Autográficas por volta de 1910, sendo posteriormente adotado pelas máquinas de tabulação a partir da década de 1920,  e seu uso cresceu com a introdução de computadores comerciais na década de 1950. Cartões IBM, pré-impressos, opcionalmente numerados e pré-furados, podiam ser adquiridos como cartões de formulário contínuo, e eram usados para cheques e outros documentos.  O papel de formulário contínuo tornou-se amplamente utilizado e bem-conhecido pelo público em geral na década de 1980, devido ao desenvolvimento de microcomputadores e impressoras matriciais baratas. 